# İskenderun
İskenderun (en turc i oficialment) o Alexandreta (grec: Αλεξανδρέττα) és una ciutat de la província de Hatay, Turquia al peu de les muntanyes Amanos. És la principal ciutat de la província per damunt de la capital Antioquia i és un dels ports principals del país amb una gran indústria metal·lúrgica construïda per Rússia. Hi ha una petita comunitat siríaca cristiana (els suryani). La població el 2000 era de 300.000 (215.000 a la ciutat); el 1960 tenia 62.061 habitants.
El clima és mediterrani i l'economia de la zona és agrícola amb producció de fruites, especialment taronges i llimones, però també altres incloent algunes tropicals com mangos.

## Història
Alexandre el Gran va fundar la ciutat el 333 aC amb el nom d'Alexandria en un indret pròxim a l'antiga Miriandros de Xenofont i Arrià, per substituir-la com a ciutat clau de les Portes Síries, a uns 50 km al sud de l'escenari de la seva victòria a l'Issos. La seva importància està en relació amb aquest pas, que permet l'accés a la Síria del nord. Fou anomenada Alexandria de Cilícia o Alexandria de l'Issos, per distingir-la de la resta d'Alexandries.
En temps del califat pertanyé al districte de Kinnasrin, i fou objecte de disputa entre àrabs i romans d'Orient. Estava deserta al segle xiii, però després fou el port d'Alep i sota els otomans fou capçalera d'un kada o districte.
Va ser base de mercaders genovesos i venecians i d'altres del nord d'Europa. Foren aquests els que l'anomenaren Alexandreta, amb el típic diminutiu romànic amb què fou coneguda durant segles. Vers el 1625 hi va obrir una factoria la Companyia del Llevant britànica, establiment que va existir fins al 1825.
El 1606 l'exèrcit otomà del general Kuyucu Murat Pasha va sufocar la revolta de camperols de Celali Canbulatoğlu. Els otomans van fortificar la ciutat i es conserven el castell turc i les muralles del segle xvii. El 1832 l'exèrcit egipci de Muhammad Ali va creuar el pas de Belen i va entrar a Anatòlia. Al segle xix la ciutat va créixer impulsada pel comerç amb Bagdad i l'Índia. El 1912 es va construir el ferrocarril i es va millorar la carretera cap a Alep.
Durant la I Guerra Mundial, quan els britànics preveien el desmembrament de l'Imperi Otomà, Lord Kitchener considerava la conquesta d'Alexandreta com essencial perquè els britànics tinguessin un port i via fèrria fins a Iraq. Va proposar un ferrocarril que aniria d'Alexandreta a l'Índia (i d'Alexandreta al Regne Unit) però el comitè Bunsen va preferir Haifa. Al final de la guerra Iskanderun, amb l'antic nom d'Alexandreta, va formar un territori sota ocupació francesa que fou anomenat el 1921 com a Sandjak d'Alexandretta amb una administració autònoma. Després es va transformar en república de Hatay la qual, mitjançant un referèndum, es va unir a Turquia el 1939.

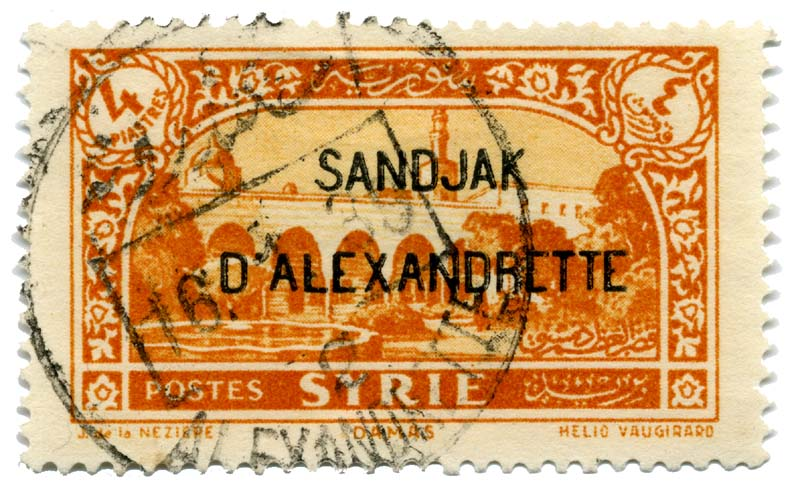
Segell del sandjak d'Alexandretta.

## Llocs interessants
- Arsuz (Uluçınar), vila de vacances amb platges
- Catedral de l'Anunciació, seu del Vicariat Apostòlic Catòlic Romà d'Anatòlia
- Soğukoluk, resort de muntanya en el camí d'Antioquia
- Bakras o Bagras (Baghras), castell a 27 km de la ciutat en el camí d'Antioquia
- Yakacık (Payas), exemple d'arquitectura otomana del segle xvi amb una mesquita, banys, basar, caravanserai, i madrassa, a 22 km d'Iskenderun en la ruta cap a Adana.